# Municipio Corregidora
Koordinaten: 20° 31′ N, 100° 27′ W
Corregidora ist ein Municipio im mexikanischen Bundesstaat Querétaro. Das Municipio umfasst eine Fläche von 235,5 km². Im Jahr 2010 hatte Corregidora eine Bevölkerung von 143.073 Einwohnern. Verwaltungssitz und einwohnerreichster Ort des Municipios ist El Pueblito.
Gelegen in der Zona Metropolitana de Querétaro ist das Municipio Corregidora gleichermaßen das flächenkleinste des Bundesstaates als auch das mit der dritthöchsten Einwohnerzahl.

## Geographie
Das Municipio Corregidora liegt im Südwesten des Bundesstaats Querétaro zwischen dessen Hauptstadt Santiago de Querétaro und dem Bundesstaat Guanajuato auf einer Höhe zwischen 1800 m und 2300 m. Es zählt zur Gänze zur physiographischen Provinz der Sierra Volcánica Transversal. Das Municipio entwässert zur Gänze über den Río Apaseo in den Río Laja und weiter über den Río Lerma in den Pazifik. Vorherrschende Gesteinstypen sind die magmatischen Extrusivgesteine Basalt (31 %), Tuff (29 %) und Andesit (12 %) bei 15 % Alluvialboden und 5 % Sedimentgestein (Sandstein). Bodentyp von 69 % des Municipios ist der Vertisol, gefolgt von 20 % Phaeozem. Mehr als 62 % der Gemeindefläche werden ackerbaulich genutzt, je etwa 12 % sind von Gestrüpp bzw. Weideland bedeckt.
Das Municipio Corregidora grenzt an die Municipios Querétaro und Huimilpan sowie an den Bundesstaat Guanajuato.

## Bevölkerung
Beim Zensus 2010 wurden im Municipio 143.073 Menschen in 37.562 Wohneinheiten gezählt. Davon wurden 563 Personen als Sprecher einer indigenen Sprache registriert, darunter 185 Sprecher des Otomí. Etwas über 3 % der Bevölkerung waren Analphabeten. 63.790 Einwohner wurden als Erwerbspersonen registriert, wovon ca. 60 % Männer bzw. 4,5 % arbeitslos waren. Weniger als ein Prozent der Bevölkerung lebte in extremer Armut.

## Orte
Das Municipio Corregidora umfasst 120 localidades, von denen der Hauptort sowie San José de los Olvera, Venceremos, La Negreta, Colonia los Ángeles und Los Olvera vom INEGI als urban klassifiziert sind. 20 Orte wiesen beim Zensus 2010 eine Einwohnerzahl von über 500 auf:
| Ort                       | Einwohner |
| El Pueblito               | 71.254    |
| San José de los Olvera    | 18.406    |
| Venceremos                | 15.538    |
| La Negreta                | 08.100    |
| Colonia los Ángeles       | 04.309    |
| Los Olvera                | 03.539    |
| La Cueva                  | 01.867    |
| El Jaral                  | 01.820    |
| Charco Blanco             | 01.752    |
| Bravo                     | 01.407    |
| Lourdes                   | 01.315    |
| Puerta de San Rafael      | 00.978    |
| Valle Dorado Dos Mil      | 00.914    |
| Presa de Bravo            | 00.857    |
| San Rafael                | 00.813    |
| Vista Real y Country Club | 00.767    |
| El Paraíso                | 00.681    |
| El Romeral                | 00.671    |
| Valle de los Pinos        | 00.639    |
| Lomas de la Cruz          | 00.545    |